# وست اند (بيدفوردشير)
وست اند (بالإنجليزية: West End, Bedfordshire)‏ هي قرية تقع في المملكة المتحدة في شرق انجلترا.